# De første kærester på månen
De første kærester på månen er det femtende studiealbum af den danske popgruppe tv·2. Det blev udgivet den 7. november 2005 på EMI og gruppens eget selskab Pladeselskabet Have a Cigar. Albummet modtog prisen som Årets danske popudgivelse og titelnummeret prisen for Årets danske hit ved Danish Music Awards 2006. Ved samme lejlighed modtog tv·2 IFPIs Ærespris, ligesom forsanger Steffen Brandt modtog prisen for Året danske sangskriver.
Ifølge Steffen Brandt handler titelsangen "De første kærester på månen" om "de historier, vi hørte fra vores lokale venner på Ertholmene om de to unge, som mødte hinanden på Månen og siden blev kærester for livet." Månen er et forsamlingshus på Frederiksø.
De første kærester på månen nåede på mindre end to måneder at blive det mest solgte i 2005, og har til dags dato solgt 161.000 eksemplarer, hvilket gør det til gruppens tredje mest sælgende studiealbum (overgået af Nærmest lykkelig, 1988 og Rigtige mænd - gider ikke høre mere vrøvl, 1985). Med 116.500 solgte eksemplarer i 2006 var det årets bedst sælgende album i Danmark. Albummet var det niende bedst sælgende i 00'erne ifølge IFPI Danmark.

## Anmeldelser
Musikmagasinet Gaffa skrev: "Steffen Brandt synger stadig om hverdagens kuldsejlede drømme, og orkestret lyder stort set, som de altid har gjort. Men de lyder bare ufatteligt veloplagte hele vejen igennem albummet, der byder på en underspillet synthpop, som netop TV-2 engang lavede den, og Steffen Brandt bliver kun kærligere med alderen.

## Spor
Al tekst og musik er skrevet af Steffen Brandt.
| #   | Titel                               | Producer(e)     | Længde |
| --- | ----------------------------------- | --------------- | ------ |
| 1.  | "Sporløs"                           | Thomas Troelsen | 3:24   |
| 2.  | "De første kærester på månen"       | Thomas Troelsen | 3:38   |
| 3.  | "Skolens højeste snit"              | Nikolaj Steen   | 3:50   |
| 4.  | "Åh kom nu hjem"                    | Nikolaj Steen   | 3:49   |
| 5.  | "Hvem vil danse denne nat"          | Thomas Troelsen | 4:00   |
| 6.  | "Kontoret lukker nu"                | Thomas Troelsen | 3:27   |
| 7.  | "Moonwalking"                       | Halfdan E.      | 4:04   |
| 8.  | "Et lykkeligt goodbye"              | Nikolaj Steen   | 4:04   |
| 9.  | "En mand og hans hund"              | Halfdan E.      | 4:32   |
| 10. | "Under den sidste hvide bro"        | Halfdan E.      | 4:24   |
| 11. | "Hjemisbilen ringer altid to gange" | Halfdan E.      | 3:40   |
| 12. | "Et helt almindeligt liv"           | Nikolaj Steen   | 4:18   |

## Medvirkende

### Produktion
- Thomas Troelsen – producer
- Nikolaj Steen – producer
- Halfdan E. – producer
- Henrik Nilsson – mix og teknik

### Musikere
- Hans Erik Lerchenfeld – guitar
- Georg Olesen – bas
- Sven Gaul – trommer
- Steffen Brandt – vokal, akk. guitar og keyboards
- Niels Hoppe – saxofon
- Knud Erik Nørgaard – trompet
- Anders Majlund Christensen – trombone
- Henrik "Den yngre" Nilsson – keyboards
- Julie Maria – vokal på "Et lykkeligt goodbye"
- Ingeborg Børch – vokal på "Under den sidste hvide bro"
- Anna Dorthea Køster – vokal på "Hvem vil danse denne nat"

## Hitlister og certificeringer
| Hitliste (2005) | Højeste placering |
| --------------- | ----------------- |
| Danmark         | 1                 |

| Hitliste (2005) | Placering |
| --------------- | --------- |
| Danmark         | 1         |

| Land (Organisation) | Certificering |
| ------------------- | ------------- |
| Danmark (IFPI)      | 3× Platin     |